# Te Darjeeling

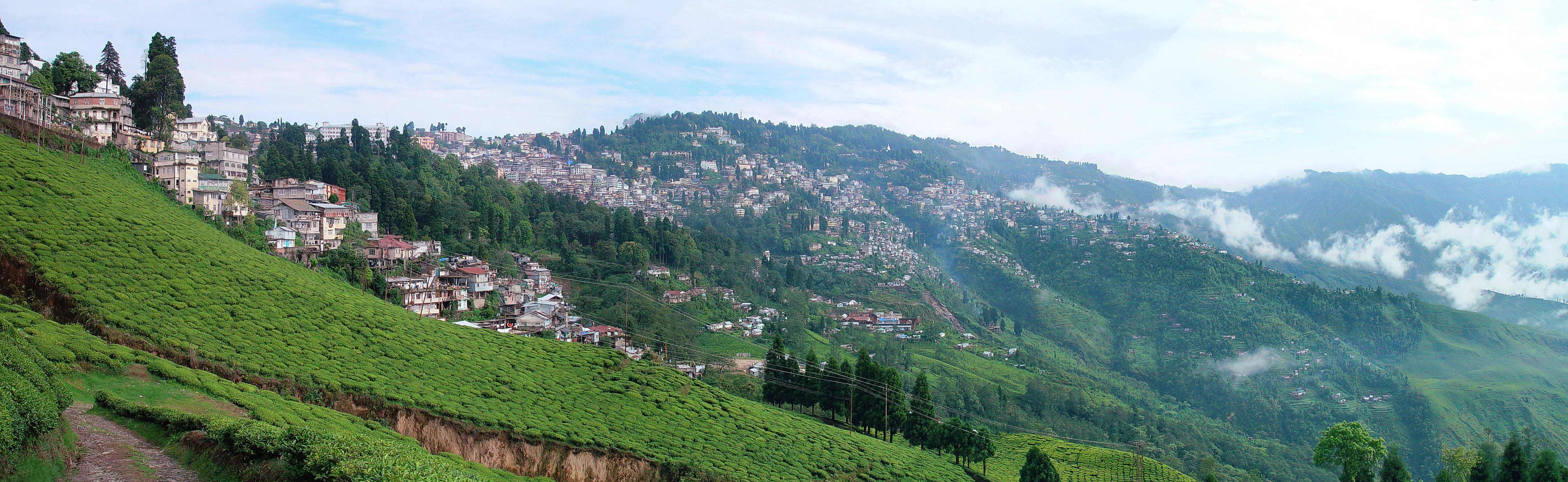
Plantacions de te a Darjeeling

El te darjeeling és un te que creix a la regió de Darjeeling a la solana del massís de l'Himàlaia a l'Índia, a altures d'entre 600 i 2.000 m, en un clima fresc i humit que, combinat amb la pluja i el les característiques del terreny, en fan un te únic.
Aquesta combinació que no es troba a cap altra part fa del Darjeeling un dels millors tes negres del món. La qualitat del darjeeling depèn de l'altitud, la varietat i edat de la planta, la temporada de collita i la tècnica de processar. El 2000, es venien uns 40.000 tones als mercat mundial, quan la zona produeix un màxim de 10.000 tones. Per lluitar contra la contrafacció i les mescles amb tes de menor qualitat, l'Associació de Te de Darjeeling (Darjeeling Tea Association) ha lluitat per obtenir una «indicació geogràfica» (IG). Al cap i a la fi la van obtenir el 2004. Va ser la primera IG de l'Índia.
El te infusionat té gust de moscatell i és de color ambre fosc.
El 2010, el te Darjeeling es conrea en unes 87 plantacions en tres districtes (Darjeeling, Kurseong i Kalimpong) i l'àrea cultivada és de 17.800 hectàrees. És la principal activitat econòmica de la regió. Dona feina a unes 52.000 persones de forma permanent, que s'amplien amb 15.000 persones més durant les collites, entre març i novembre. Més del 60% són dones de Nepal.
La qualitat del darjeeling depèn de l'altitud, la varietat i edat de la planta, la temporada de collita i la tècnica de processar.
Tot i que tradicionalment a Darjeeling només s'hi han cultivat tes negres, algunes plantacions també hi produeixen te blanc i te verd.